# 阿羅黑德公園 (印第安納州)
阿羅黑德公園（英語：Arrowhead Park）是位於美國印第安納州科西阿斯科縣的一個非建制地區。該地的面積和人口皆未知。